# Bratříkovice
Bratříkovice (německy Brättersdorf, polsky Bratrzykowice) jsou obec v okrese Opava v Moravskoslezském kraji. Žije zde 154 obyvatel.

## Historie
První písemná zmínka o obci pochází z roku 1265. Prvním majitelem byl velehradský klášter (podobně jako mnohé další obce), později ji vlastnili mimo jiné Sedmohradští ze Sedmohradů, kteří v Bratříkovicích sídlili na bývalé rychtě, která se tak stala panským sídlem. Roku 1720 obec vyhořela. Ludovika Barbora z Kuebachu, která tehdy Bratřikovice vlastnila, musela po delší dobu přebývat na statku svého poddaného Launera. Později bylo původní panské sídlo odprodáno a stalo se selským statkem. Obec byla během sedmnáctého století postupně poněmčena a až do roku 1945 převážně německy mluvící a německy úřadující. V létě roku 1945 byly německému obyvatelstvu konfiskovány majetky a nově dosídleny.

## Přírodní poměry
Obec Bratříkovice leží v oblasti pohoří Nízký Jeseník, zhruba sedm kilometrů jihovýchodně od města Horní Benešov. Na západ a severovýchod od Bratříkovic se rozprostírají lesy; západním směrem od obce je oblast bývalých břidlicových dolů. Severozápadně od obce je břidlicový důl částečně zatopen a je využíván jako rekreační oblast. Vodní plocha slouží jako přírodní koupaliště a v jižní části této lokality je vybudován kemp. Jihovýchodně od obce je na úpatí vrcholku Hlavnice (409 metrů) zajímavá technická památka, a to takzvaný Raabův větrný mlýn.
V okolí Bratříkovic se rozkládají obce severozápadně Svobodné Heřmanice, západně Staré Heřminovy, jihovýchodním směrem Litultovice a východně Hlavnice. Západně nedaleko obce protéká Heřmanický potok. U východního okraje obce je vybudovaná malá vodní nádrž. Severním směrem se nad obcí zvedá kopec Hůrka (440 metrů) a z tohoto vrcholku je pěkný výhled do okolí. Za příznivého počasí lze odtud vidět jihozápadním směrem se rozkládající vodní hladinu nádrží Slezská Harta a Kružberk. Obcí prochází značená lokální cyklistická trasa, východním směrem po této cyklostezce lze dojet do města Opavy. Severozápadním směrem se lze vydat přes Svobodné Heřmanice do obce Životice a odtud severovýchodně do města Krnov. Ze Svobodných Heřmanic se po cyklostezce lze vydat také jihozápadním směrem k vodní nádrži Slezská Harta.

## Obyvatelstvo
| Rok            | 1869 | 1880 | 1890 | 1900 | 1910 | 1921 | 1930 | 1950 | 1961 | 1970 | 1980 | 1991 | 2001 | 2011 | 2021 |
| -------------- | ---- | ---- | ---- | ---- | ---- | ---- | ---- | ---- | ---- | ---- | ---- | ---- | ---- | ---- | ---- |
| Počet obyvatel | 481  | 479  | 416  | 374  | 351  | 326  | 303  | 216  | 201  | 183  | 151  | 133  | 164  | 162  | 157  |
| Počet domů     | 77   | 78   | 75   | 76   | 86   | 84   | 89   | 73   | 47   | 48   | 41   | 58   | 61   | 62   | 65   |

## Obecní správa
Mezi lety 1869–1978 Bratříkovice byly obcí v okrese Bruntál (1869–1930) a později v okrese Opava. Od 1. ledna 1979 do 31. srpna 1990 patřily jako část městyse k Litultovicím a od 1. září 1990 jsou opět samostatnou obcí.

### Obecní symboly
Znak a vlajka byly obci uděleny rozhodnutím předsedy Poslanecké sněmovny Parlamentu České republiky dne 6. ledna 2021.

## Pamětihodnosti
- Boží muka na podezdívce mezi dvěma zahradními ploty čp. 83 a 29

## Galerie

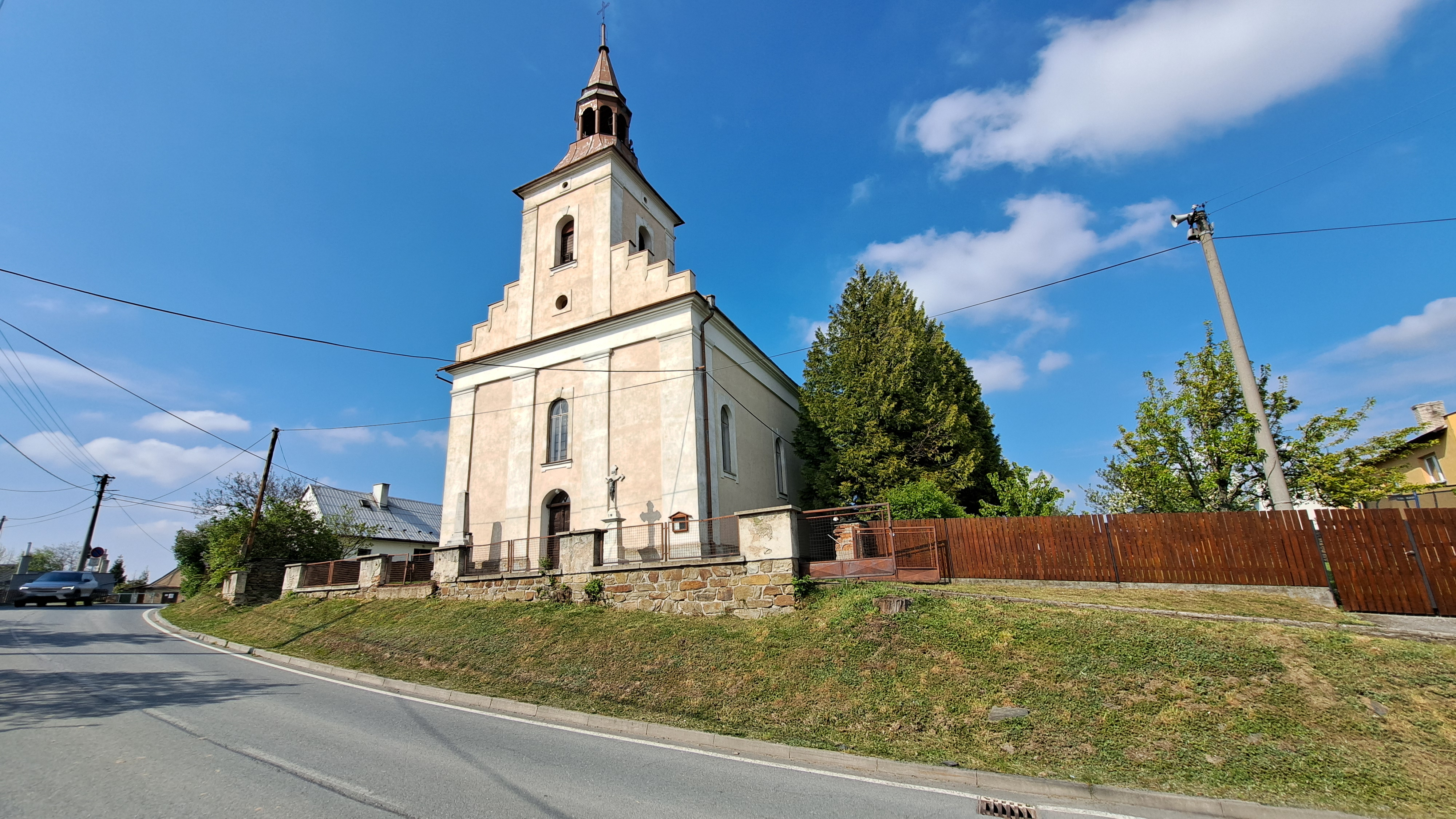
kostel Panny Marie
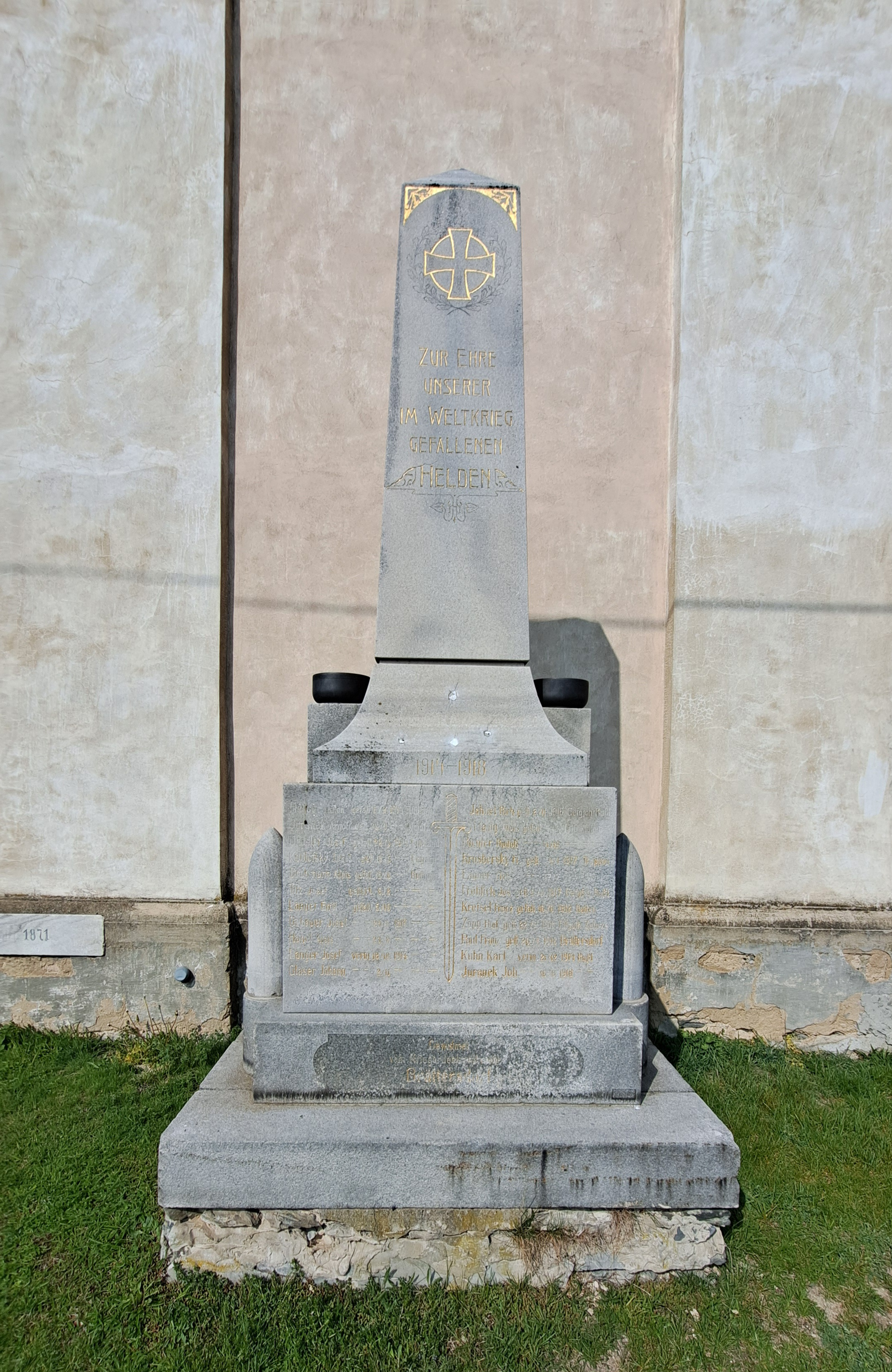
pomník obětem I. světové války
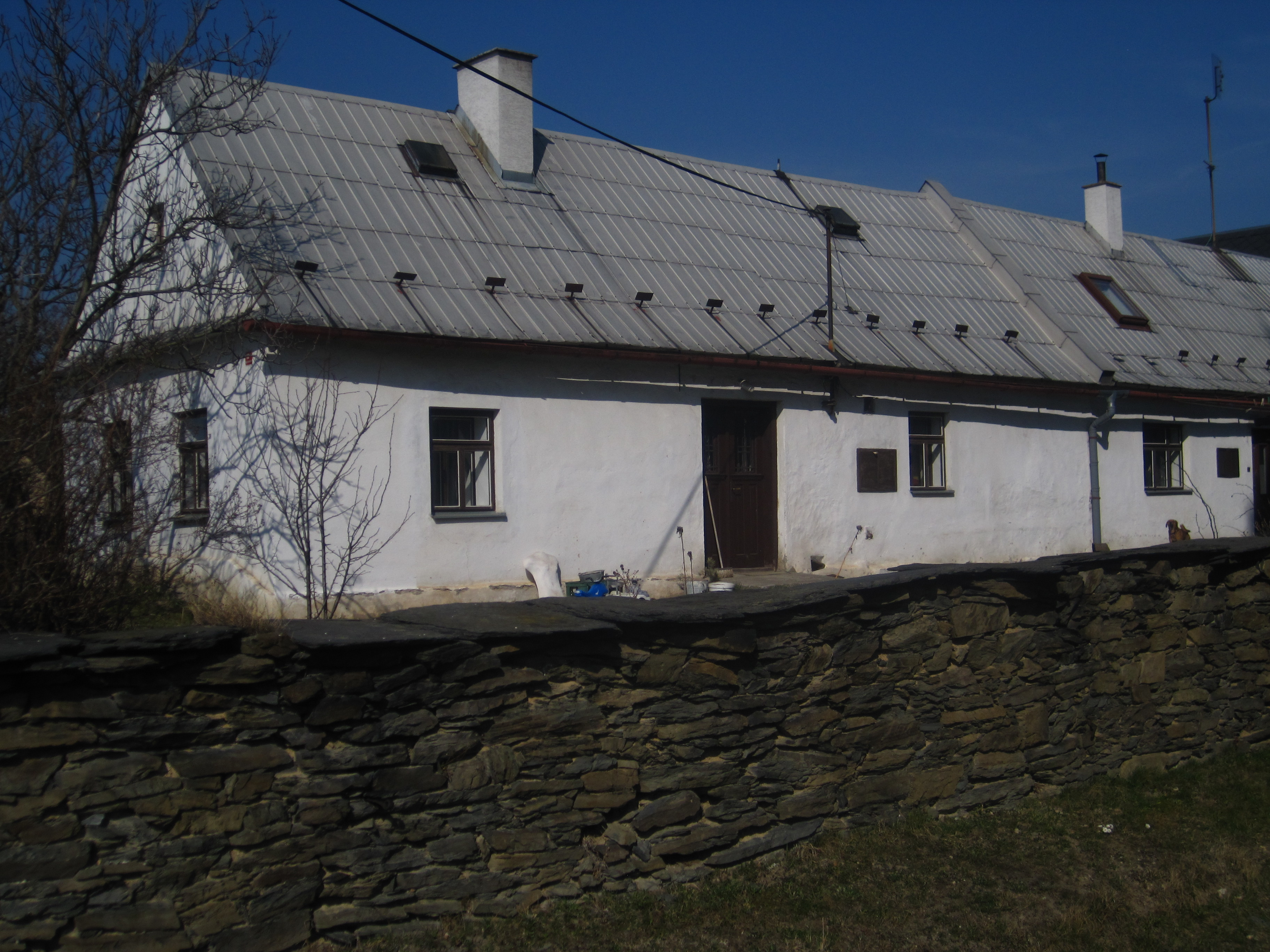
Lidová architektura čp. 66
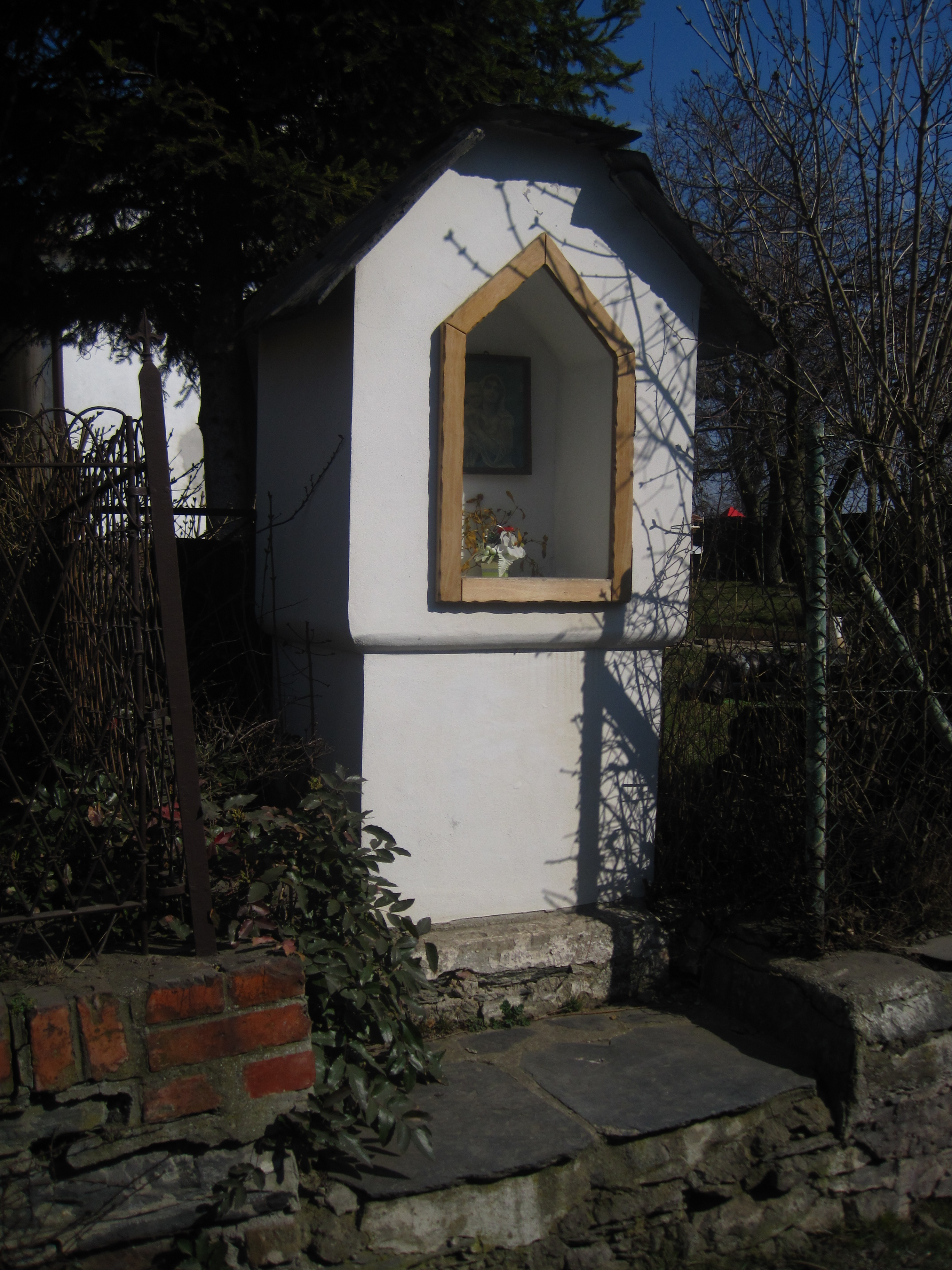
Památkově chráněná boží muka před chalupou čp. 29
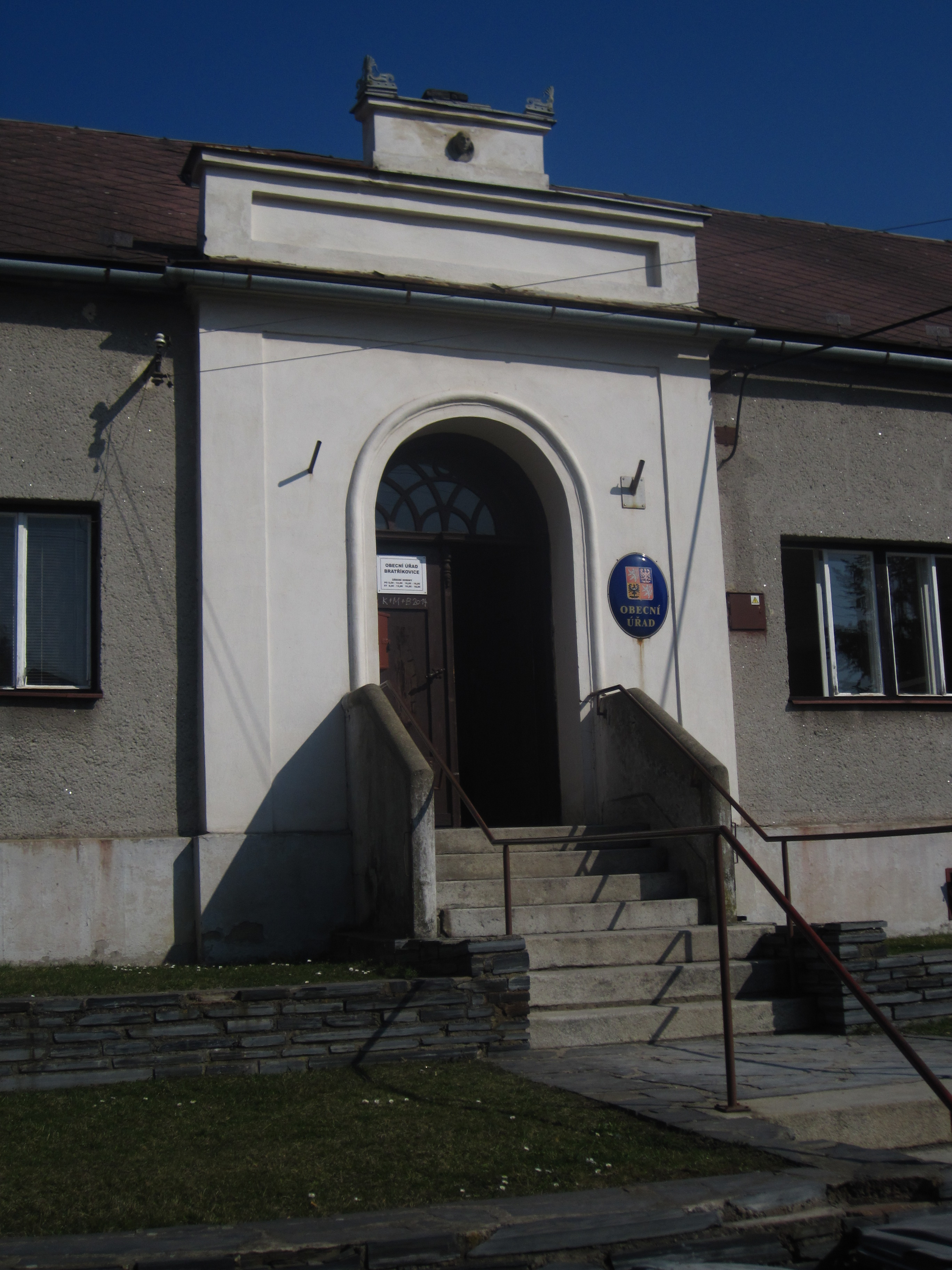
Obecní úřad
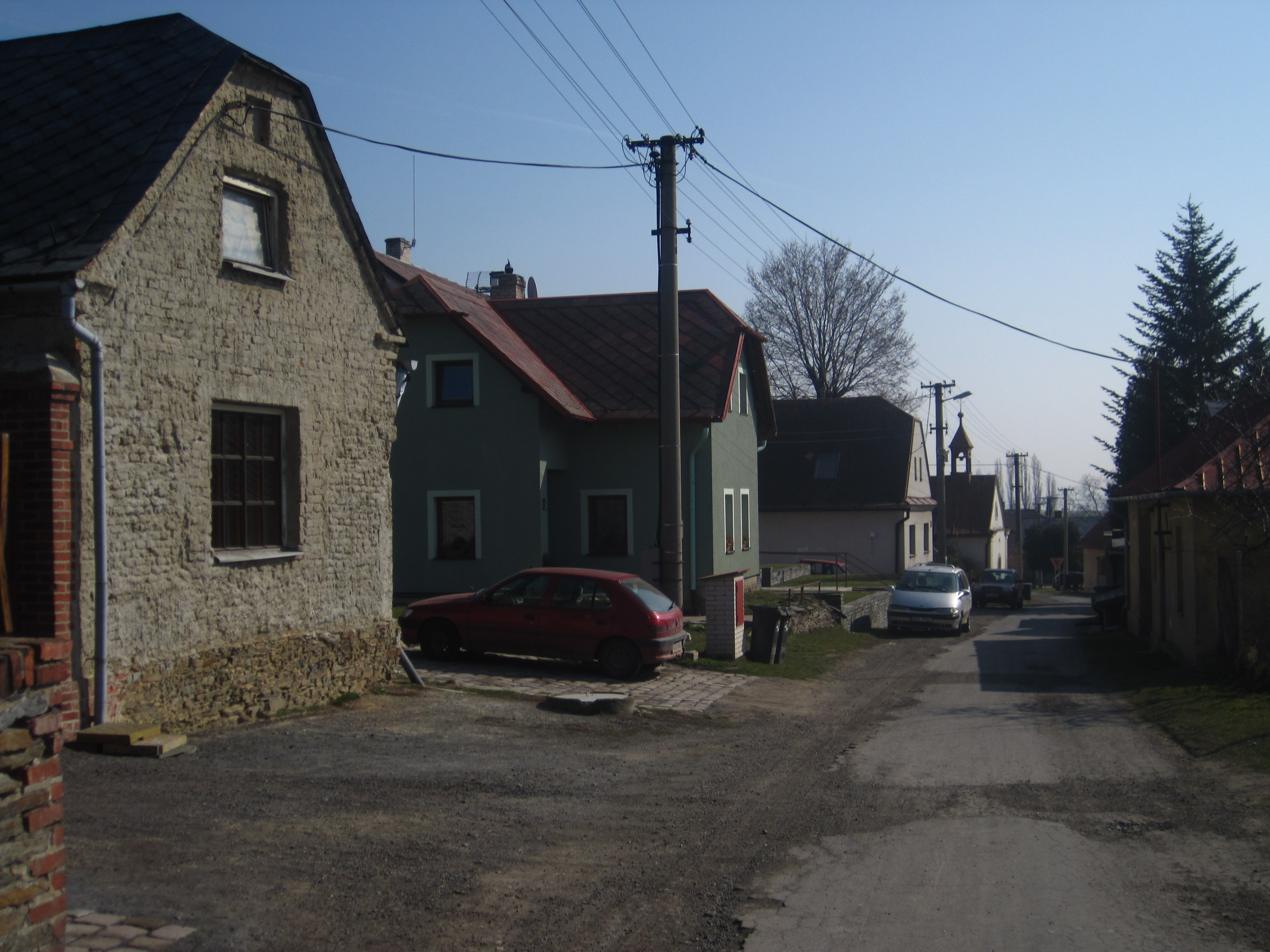
Průhled vsí směrem ke kapličce
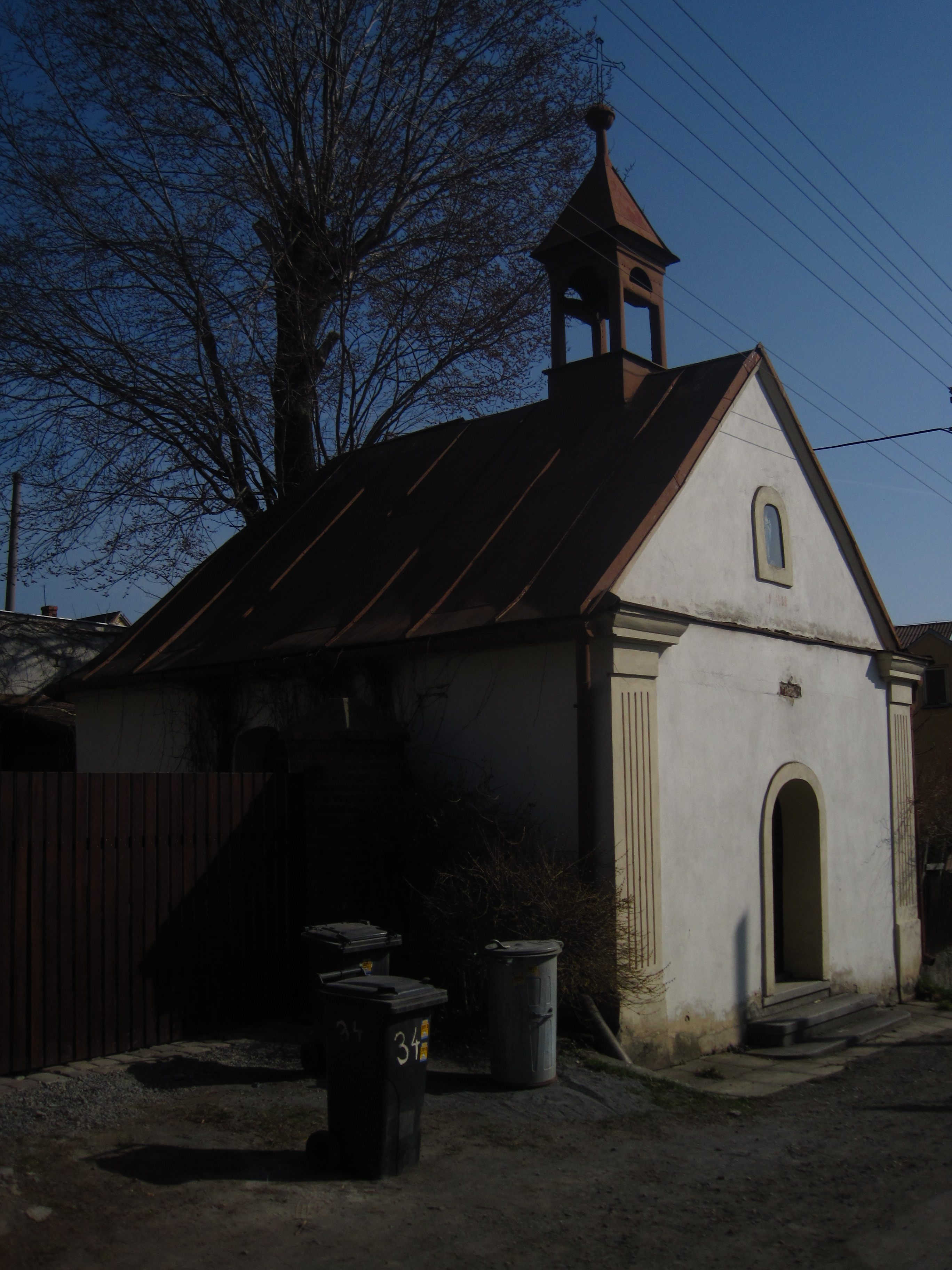
Kaple ve východní části vsi
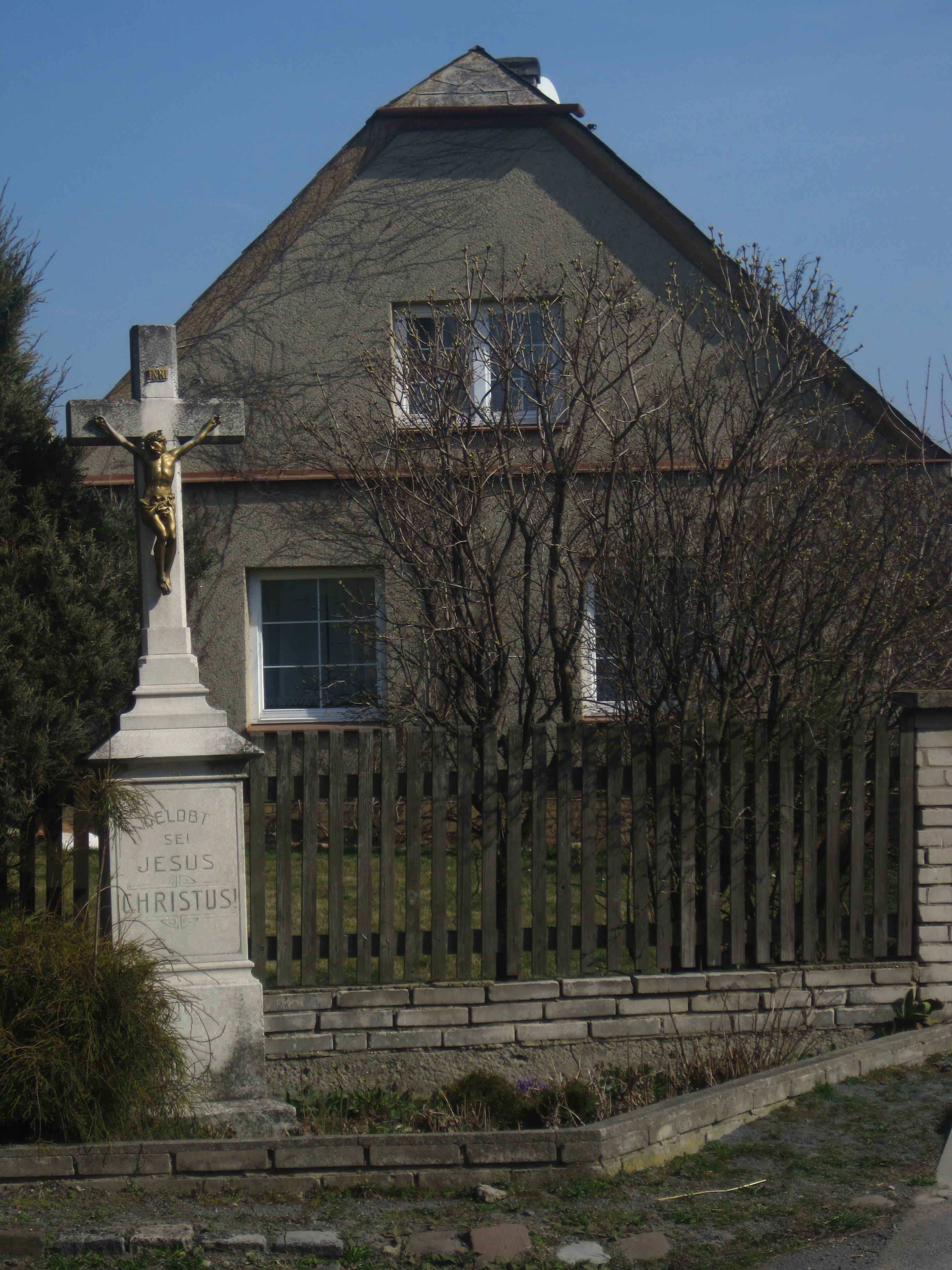
Kříž před chalupou čp. 1
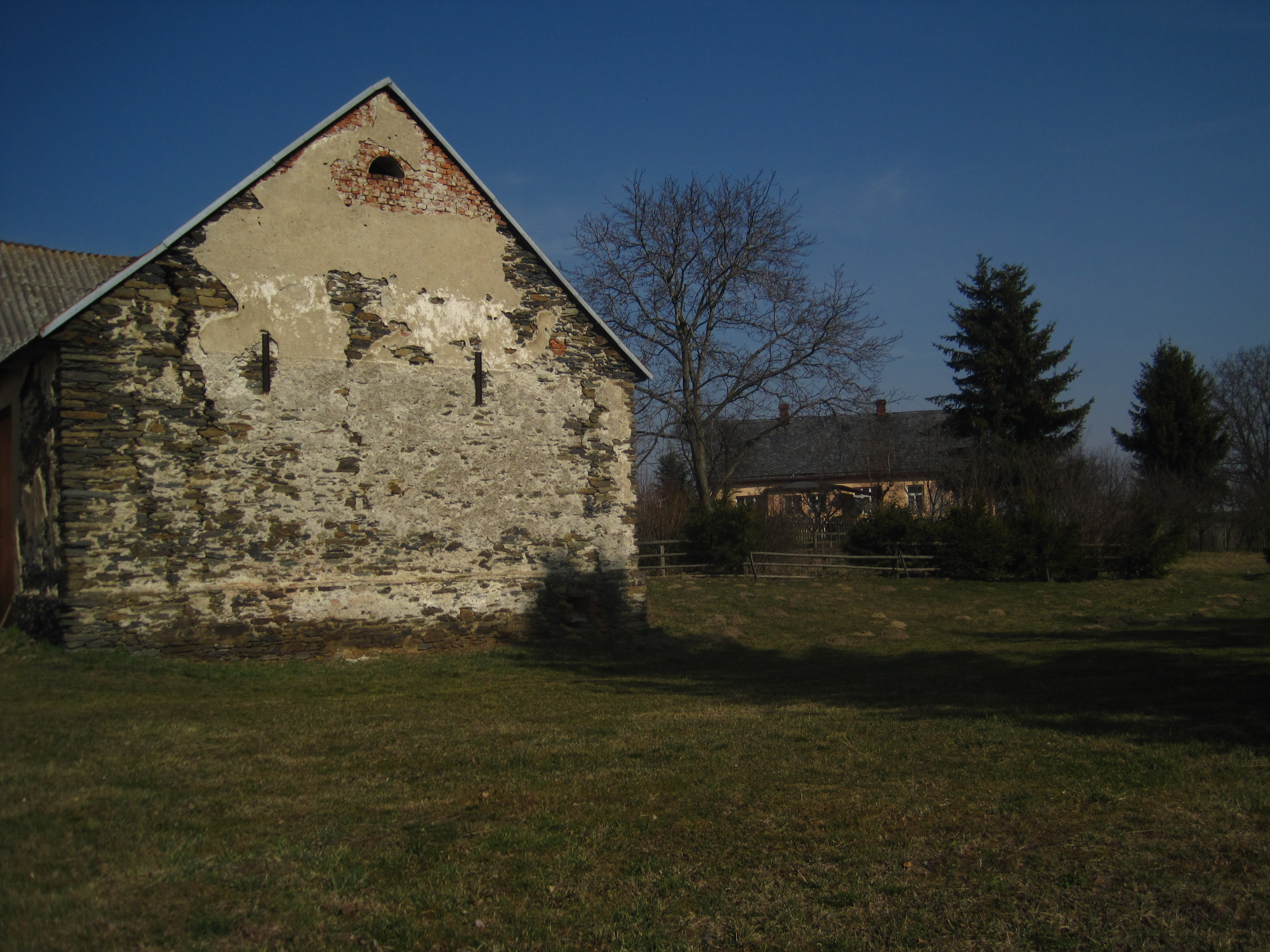
Hospodářská stavba na východním konci vsi
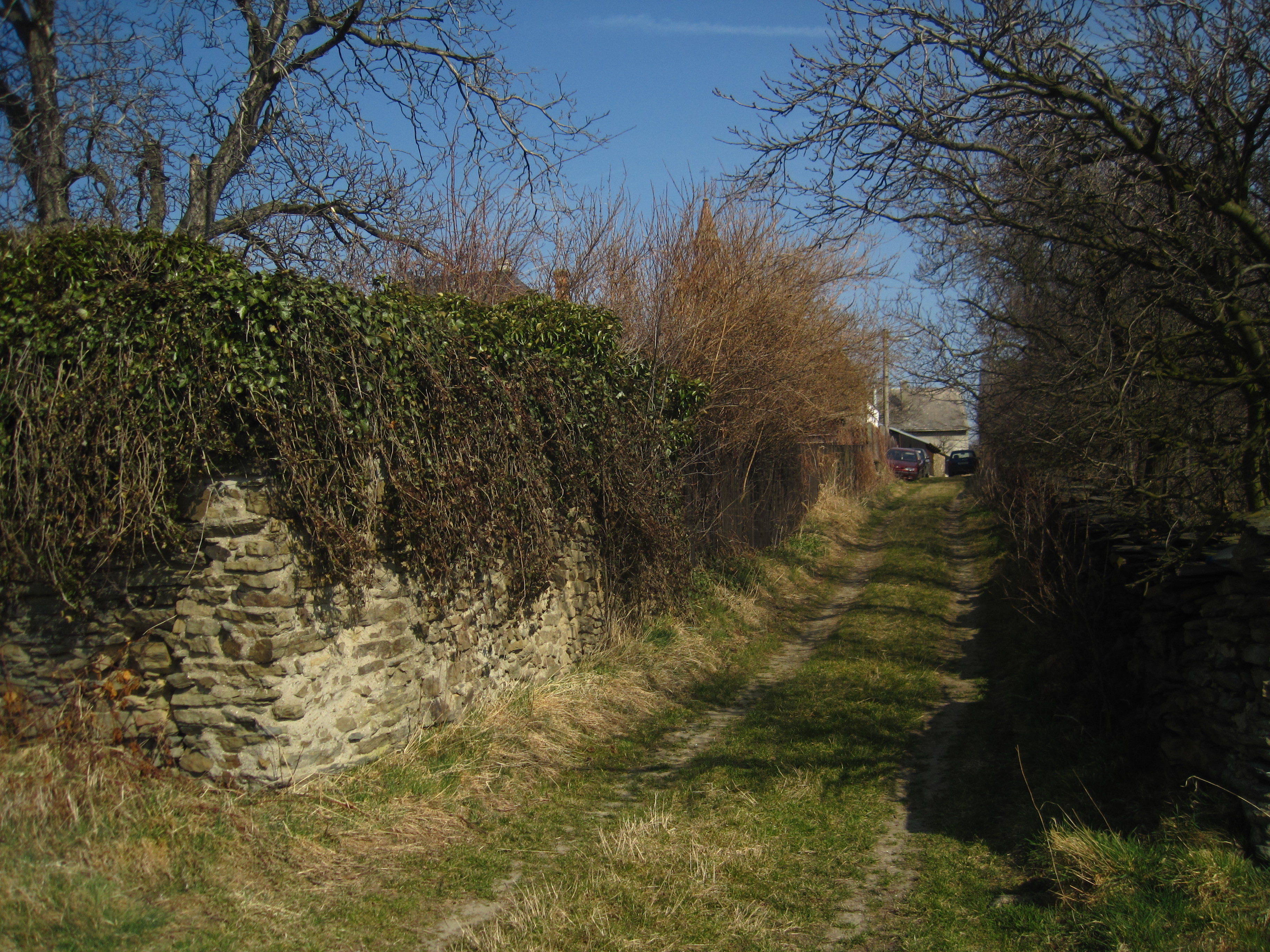
Stará cesta do vsi od jihozápadu